# میریانگ
میریانگ
شهر میریانگ (به کره‌ای: 밀양) (به انگلیسی: Miryang) با جمعیت  ۱۰۵٫۹۶۶  نفر در ایالت  جئونسانگنام-دو در کشور کره‌جنوبی واقع شده‌است.